# Wu Shuang Pu

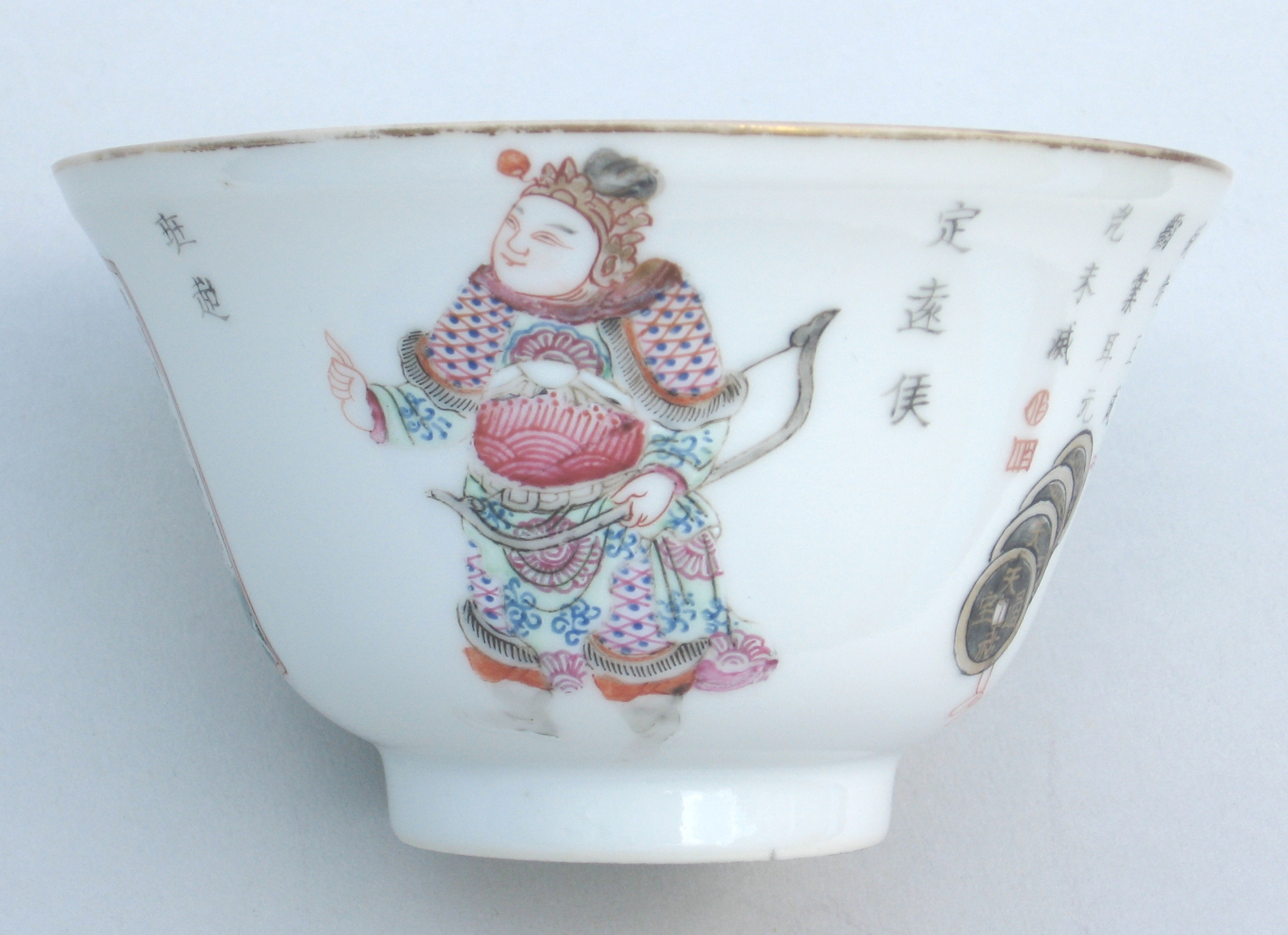
Wu Shuang Pu; Ban Chao (32-102) afgebeeld op Chinees porselein, Xianfeng periode (1850-1861)

Wu Shuang Pu (Chinees: 無雙譜; Boek van weergaloze helden) is een boek met houtsneden, uitgegeven in het 33e jaar van keizer Kangxi (1694).
Het boek bevat de biografieën en fictieve portretten van 40 opmerkelijke Chinezen van de Han-dynastie tot en met de Song-dynastie, voorzien van een introductie en een verwant gedicht in yuefu-stijl.  De illustraties voor het boek werden op grote schaal verspreid en hergebruikt en werden vooral in de Daoguang-periode tot en met de Tongzhi-periode toegepast op Chinees porselein, dit porselein wordt WuShuangPu-porselein genoemd en is erg gewild bij verzamelaars.
Het originele boek heeft een zegel van Nanling, vandaar dat het boek ook wel Nanling Wu Shuang Pu wordt genoemd. Een heruitgave van dit boek uit 1699 wordt bewaard in het Nationaal Museum van China. Op 5 januari 2006 is op een veiling van veilinghuis Chongyuan (崇源) in Shanghai een origineel handgeschilderd boek van Wu Shuang Pu verkocht voor 2,86 miljoen CNY, zo'n 375.000 euro.
Het voorwoord in het boek is van de geleerde en filoloog Mao Qiling (毛奇齡, 1623–1716), hij was lovend over het boek en vond dat de prozatekst een drie-eenheid vormde met de gedichten en de prenten. Wu Shuang Pu wordt geroemd in de late Qing-dynastie en Republiek China in werken van schrijvers als Lu Xun (魯迅, 1881-1936), Zhou Zuoren (周作人, 1885-1967) en Zheng Zhenduo (鄭振鐸, 1898-1958). 
De schilder van Wu Shuang Pu is Jin Shi (金史, circa 1625–1695), beter bekend onder zijn erenaam Jin Guliang (金古良); pinyin: Jīn Gǔ Liáng. Hij werd geboren tijdens het regime van keizer Tianqi in Shaoxing, in de provincie Zhejiang en stierf in de Kangxi periode op ongeveer 70-jarige leeftijd. Jin ontwikkelde het boek samen met de blokdrukillustrator Zhu Gui (朱圭). Hij liet zich inspireren door de kunstschilder Chen Hongshou (陳洪綬; 1599–1652) en volgde het voorbeeld van kunstschilder Cui Zizhong (崔子忠), die de eerste grote heropleving van de schilderkunst van menselijke figuren initieerde sinds de Song-dynastie. Jin Guliang schrijft in zijn boek dat de helden in zijn boek geen parallel hebben, Wu (geen) Shuang (parallel) Pu (boek), deze helden zijn weergaloos.

## Biografieën
| Nr. | Naam   | Vertaling                          | Hanyu pinyin  | Ook bekend als                                                        |
| --- | ------ | ---------------------------------- | ------------- | --------------------------------------------------------------------- |
| 1   | 张良   | Zhang Liang (250-186 v.Chr.)       | Zhāng Liàng   | Zhang Zifang 张子房, Liu Hou 留侯                                     |
| 2   | 项羽   | Xiang Yu (232-202 v.Chr.)          | Xiàng Yǔ      | Xiang Yi 項籍, Xichu Bawang 西楚霸王                                  |
| 3   | 伏生   | Fu Sheng (268-178 v.Chr.)          | Fú Shēng      | Master Fu 伏生                                                        |
| 4   | 东方朔 | Dongfang Shuo (en) (154-93 v.Chr.) | Dōngfāng Shuò | Dong Fang Man Qian 东方曼倩                                           |
| 5   | 张骞   | Zhang Qian (164-114 v.Chr.)        | Zhāng Qiān    |                                                                       |
| 6   | 苏武   | Su Wu (140-60 v.Chr.)              | Sū Wǔ         | Su Si Qing 苏子卿                                                     |
| 7   | 司马迁 | Sima Qian (ca. 145-86 v.Chr.)      | Sīmǎ Qiān     | Long Men Si 龙门司, Ma Qian Si 马迁司, Ma Zi Chang 马子长             |
| 8   | 董贤   | Dong Xian (23-1 v.Chr.)            | Dǒng xián     |                                                                       |
| 9   | 严子陵 | Yan Ziling (ca. 0-75)              | Yán Zǐlíng    | Yan Xiansheng 严先生, Yan Guang 嚴光                                  |
| 10  | 曹娥   | Cao E (130-143)                    | Cáo É         | Cao Xiaonǚ 曹孝女                                                     |
| 11  | 班超   | Ban Chao (32-102)                  | Bān Chāo      | Ding Yuan Hou 定远侯                                                  |
| 12  | 班昭   | Ban Zhao (45-116)                  | Bān Zhāo      | Ban Huiban 班惠班, Cao Daijia 曹大家                                  |
| 13  | 赵娥   | Zhao E (ca. 150-250)               | Zhào É        | Zhao E Qin 趙娥親; Pang E 龐娥                                        |
| 14  | 孙策   | Sun Ce (175-200)                   | Sūn Cè        | Jiang Dong Sun Lang 江东孙郎                                          |
| 15  | 诸葛亮 | Zhuge Liang (181-234)              | Zhūgě Liàng   | Han Cheng Qiang 汉承相                                                |
| 16  | 焦孝然 | Jiao Xiaoran (ca. 481-221 v.Chr.)  | Jiāo Xiàorán  | Yin Shi 隐士; Jiao Xian 焦先                                          |
| 17  | 刘谌   | Liu Chen (220-263)                 | Liú Chén      | Beidi Wang-prins van Beidi 北地王                                     |
| 18  | 羊祜   | Yang Hu (221-278)                  | Yáng Hù       | Yang Shu Zi 羊叔子                                                    |
| 19  | 周处   | Zhou Chu (en) (236-297)            | Zhōu Chǔ      | Ziyin 子隱                                                            |
| 20  | 绿珠   | Lüzhu (ca. 250-300)                | Lǜ Zhū        | Liang 良                                                              |
| 21  | 陶渊明 | Tao Yuanming (365-427)             | Táo Yuānmíng  | Tao Qian 陶潛                                                         |
| 22  | 王猛   | Wang Meng (en) (325-375)           | Wáng Měng     | Wang Jing Lue 王景略                                                  |
| 23  | 謝安   | Xie An (en) (320-385)              | Xiè Ān        | Xie Gong 谢公, Jin Tai Fu 晋太傅, Xie Anshi 謝安石                    |
| 24  | 苏蕙   | Su Hui (351-381)                   | Sū Huì        | Su Ruo Lan 苏若兰                                                     |
| 25  | 花木兰 | Hua Mulan (ca. 400-500)            | Huā Mùlán     |                                                                       |
| 26  | 冼夫人 | Xian Furen (512-602)               | Xiǎn Fūren    | Xian Zhen 冼珍, Lady Xian 冼夫人, Qiaoguo Furen-Lady Qiaoguo 谯国夫人 |
| 27  | 武则天 | Wu Zetian (624-705)                | Wǔ Zétiān     | Wu Zhao 武曌                                                          |
| 28  | 狄仁杰 | Di Renjie (en) (630-700)           | Dí Rénjié     | Liang Gong 梁公                                                       |
| 29  | 安金藏 | An Jincang (ca. 600-800)           | Ān Jīncáng    |                                                                       |
| 30  | 郭子仪 | Guo Ziyi (en) (697-781)            | Guō Zǐyí      | Fenyang wang-Prins van Fenyang 尚父郭汾阳王                           |
| 31  | 李白   | Li Bai (701-762)                   | Lǐ Bái        | Li Tai Bai, Li po, Li Tai Po, Li Qing Lian, (Hao) Qinglian Jushi      |
| 32  | 李泌   | Li Bi (en) (722-789)               | Lǐ Bì         | Li Mi 李泌, Liye Hou 李邺侯                                           |
| 33  | 张承业 | Zhang Chengye (846-922)            | Zhāng Chéngyè | Tang Jian Jun 唐建军                                                  |
| 34  | 冯道   | Feng Dao (882-954)                 | Féng Dào      | Chang Yue Lao 长乐老                                                  |
| 35  | 陳摶   | Chen Tuan (871-989)                | Chén Tuán     | Chen Chuan 陈抟, Chen Tunan 陳南                                      |
| 36  | 钱镠   | Qian Liu (en) (852-932)            | Qián Liú      | Qian Jumei 具美, Qian Poliu 钱婆留                                    |
| 37  | 安民   | An Min (ca. 1050-1125)             | Ān Mín        |                                                                       |
| 38  | 陈东   | Chen Dong (1086-1127)              | Chén Dōng     | Tai Xue Lu 太学绿                                                     |
| 39  | 岳飞   | Yue Fei (1103-1142)                | Yuè Fēi       | Yue E Wang 岳鄂王                                                     |
| 40  | 文天祥 | Wen Tianxiang (1236-1283)          | Wén Tiānxiáng | Wen Chengxiang 丞相                                                   |

## Heruitgaven (Chinees)
- (zh) Jin, Guliang (1996). Wu shuang pu. Hebei, volksuitgeverij, Shijiazhuang, China. ISBN 7531008157.
- (zh) Jin, Guliang (2013). Wu shuang pu. Anhui, volksuitgeverij, Hefei, China. ISBN 7212060542.

## Heruitgaven (Engels)
- (en) Jacobs, Arno (2021). The Beauty of Chinese Porcelain, Symbolism and WuShuangPu. ISBN 9798716899834.

- Bibliothèque nationale de France: cb44583882n (data)
- Nationale bibliotheek van Australië: 181996